# Forgan (Oklahoma)
Forgan est une ville du comté de Beaver, dans l'État d'Oklahoma, aux États-Unis,. En 2010, elle compte une population de 547 habitants.

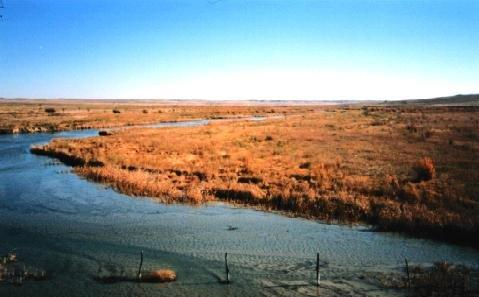
Rivière Cimarron près de Forgan, Oklahoma

## Démographie
Lors du recensement de 2010, la ville comptait une population de 547 habitants, tandis qu'en 2019, elle est estimée à 529 habitants.